# Maria Manuela Kirkpatrick
María Manuela Kirkpatrick, Condessa de Montijo (Málaga, 24 de fevereiro de 1794 – 22 de novembro de 1879) foi uma nobre espanhola. Era mãe da imperatriz Eugénia de Montijo e ancestral do atual Duque de Alba.

## Bibliografia

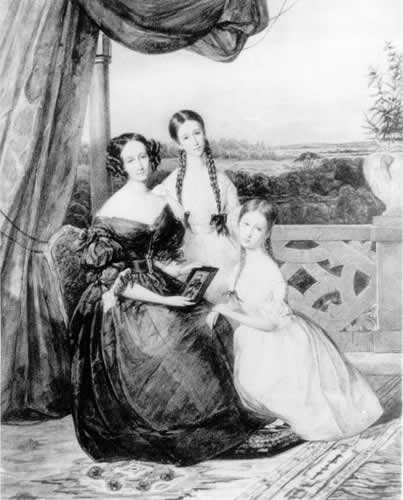
Francisca Portocarrero Palafox (1825 - 1860), Duquesa de Alba, com sua irmã Imperatriz Eugénia (1826 - 1920) e sua mãe Maria Manuela Kirkpatrick (1794 - 1879).

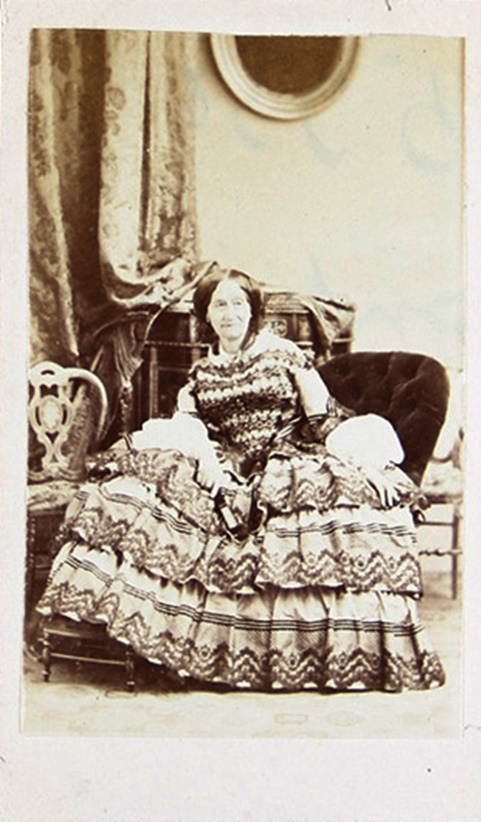
Uma rara foto da Condesa de Montijo.